# Ilex friedrichii
Ilex friedrichii (лат.) — вымерший вид рода Падуб семейства Падубовые. Известен из отложений хаттского яруса олигоценовой эпохи палеогенового периода Германии.

## Этимология
Родовое название происходит от названия дуба каменного (Quercus ilex). Видовой эпитет дан в честь немецкого профессора ботаники, миколога, врача, доктора медицинских наук, географа, лингвиста, историка и этнографа Пауля Фридриха Августа Ашерсона.

## История изучения
Голотип MLU.Fri1883.1, представленный отпечатком листа, был обнаружен в коммуне Лютерштадт-Айслебентеперь, входящей в Германию, и теперь находится в Галле-Виттенбергском университете.
В 1884 году Пауль Ашерсон описал вид под названием Ilex longifolia.
В своей работе , опубликованной в 2019 году, русский ботаник-систематик Александр Борисович Доуэльд отметил, что название, использованное Ашерсоном, уже использовалось ранее, и поэтому сменил его на Ilex friedrichii.